# 密毛锦香草
密毛锦香草（学名：Phyllagathis hispidissima）为野牡丹科锦香草属下的一个种。